# Lissonota nigrominiata
Lissonota nigrominiata là một loài tò vò trong họ Ichneumonidae.